# Gordon Neufeld
Gordon Neufeld (1946) è uno psicologo e psicoterapeuta canadese.

## Biografia
Laureatosi all'Università di Winnipeg, ha ricevuto nel 1975 il dottorato di ricerca in psicologia clinica e in psicologia dello sviluppo all'Università della Columbia Britannica. Successivamente nella medesima università, per quasi venti anni, ha insegnato psicologia della personalità e psicologia dello sviluppo.
Il metodo di Neufeld (la concezione di evoluzione a base dell'attaccamento) è basato sulla teoria dell'attaccamento di John Bowlby. Neufeld ha formato  teoria dell'attaccamento che include le sei modalità dell'attaccamento e inoltre il concetto della polarizzazione dell'attaccamento in grado di spiegare e la timidezza e l'allontanamento protettivo. Il suo modello dell’attaccamento è universale: si può applicare sia agli adulti sia ai bambini, sia a casa sia nell’istituto didattico.
Inoltre Neufeld è il fondatore dell'Istituto di Neufeld (Neufeld Institute) a Vancouver (Canada). L'Istituto offre agli specialisti e ai genitori i programmi individuali didattici, e inoltre le presentazioni, i seminari e i corsi, compreso i video corsi. L'insegnamento si svolge nelle varie lingue compresi inglese, francese, tedesco, spagnolo, ebraico, svedese e russo.

## Opere
- Hold On to Your Kids: Why Parents Need to Matter More Than Peers (con Gabor Maté), Toronto, A.A. Knopf Canada, 2004
  - I vostri figli hanno bisogno di voi, Torino, Il leone verde, 2009